# The Next Doctor
"The Next Doctor" (KBS 더빙판: 두 명의 닥터)는 영국의 SF 드라마 닥터 후의 특집 에피소드이다. 2008년 12월 25일 뉴 시즌의 역대 네번째 크리스마스 스페셜 에피소드로 방영되었다. 첫방송 당시 시청자수는 1,310만 명에 달했으며 2008년 크리스마스날 방영된 프로그램 가운데 시청률 2위를 차지하였다. 또한 SD 화질로 제작된 마지막 에피소드였으며 이후의 에피소드부터는 HD로 제작되었다.
1851년 크리스마스날 영국 런던으로 향한 10대 닥터 (데이비드 테넌트 분)가 잭슨 레이크 (데이비드 모리시)와 로지타 파리시 (바일 샤발랄라)와 만나면서 진행되는 에피소드이다. 닥터는 미래의 자신으로 보이는 한 남자와 힘을 합쳐 19세기 런던에 잠입한 사이버맨을 조사하기 시작한다. 사이버맨들은 자신들에게 협력하는 인간 여성 하티건 양 (데블라 커완)을 조종자로 삼아 '사이버킹'이라는 거대 사이버맨을 만들려는 음모를 꾸미고 있었다. 이를 파헤치는 과정에서 닥터는 또다른 닥터인 줄로만 알았던 남성이 실제로는 잭슨 레이크라는 평범한 인간임을 알아낸다. 레이크는 사이버맨의 기술과 상호작용하는 과정에서 기억상실증을 겪고 본인이 닥터라고 착각하게 된 것이었다.

## 줄거리
10대 닥터는 1851년 크리스마스 이브날 런던으로 향한다. 도움을 요청하는 외침을 듣고 달려간 닥터는 자신을 '닥터'라고 부르는 남자와, 그의 동료 로지타와 만난다. 두 닥터는 거리에서 날뛰는 사이버셰이드를 잡으려 하지만 실패한다. 닥터는 기억 상실증에 걸린 이 남자가 자신의 미래 모습일지도 모른다고 짐작한다. '차기 닥터'라고 불리게 된 그 남자는 최근에 사망한 목사의 집 근처로 닥터를 데려가, 이 사람이 런던에서 벌어지는 연쇄 실종 사건에 당했다고 소개한다. 집 내부에서 두 닥터는 사이버맨이 수집한 데이터 저장용기 두 개를 발견한다. 그 과정에서 차기 닥터는 기억을 잃어버렸던 그날 밤을 떠올리려 애쓴다.
두 닥터는 다음 닥터의 기지에서 로지타와 다시 만난다. 이윽고 닥터는 차기 닥터라 여겼 이 남자가 사실은 연쇄 실종사건의 첫 번째 대상자로 추정되는, 잭슨 레이크라는 평범한 인간이라는 사실을 깨닫게 된다. 닥터는 잭슨이 사이버맨을 만났고 그들을 물리치는 과정에서 닥터에 관한 지식이 담긴 데이터 용기를 썼을 것이라 추리한다. 사이버맨이 아내를 살해하고 그로 인해 트라우마에 빠진 잭슨의 정신 속에, 용기에 담겨 있던 닥터의 정보가 흘러들어가, 잭슨으로 하여금 본인이 닥터라고 믿게 되는 계기로 작용했던 것이다. 닥터와 로지타는 사이버맨의 근원을 찾기 위해 집밖으로 나선다.
닥터와 로지타는 도시 주변의 작업장에서 끌려온 수많은 아이들이 사이버맨의 감시와 함께 지하 시설에서 일하고 있는 것을 발견하고, 그 주동자가 머시 하티건 양이라는 사실을 알아낸다. 아이들이 생성한 에너지로 거대한 사이버맨 기계인 '사이버킹'을 가동해 세상을 정복하려는 음모였다. 사이버맨은 하티건 양을 배신하고 그녀를 사이버킹의 컨트롤러로 바꿔 버린다. 동시에 하티건 양은 온 사이버맨을 통제할 수 있게 되었다.
잭슨은 새집으로 이사를 갔을 때 사이버맨과 마주쳤던 기억을 마침내 떠올린다. 닥터는 잭슨의 집 아래에서 사이버맨 기지로 향하는 또다른 입구를 발견한다. 사이버킹이 가동에 들어가 런던 시 상공에 드리우자, 닥터를 비롯한 세 사람은 잭슨이 습격당했을 때 납치된 아들을 비롯하여 사이버맨에게 끌려간 아이들을 구출해낸다. 사이버맨이 도시를 초토화시키기 시작하자, 닥터는 하티건 양에게 행성을 떠나라는 경고를 날린다. 이를 거부하자 닥터는 데이터 용기를 이용해 하티건 양과 사이버킹의 연결을 끊고, 하티건 양으로 하여금 자신이 저지른 일을 생생한 감정을 느끼게 만들어 버린다. 감정 피드백이 감당할 수 없는 수준에 다다르자 사이버맨과 하티건 양은 폭파 분해되어 버린다. 사이버맨이 쓰러지기 시작하자, 닥터는 잭슨의 지하실에서 가져온 기술력을 이용해 사이버킹을 시간 소용돌이 속으로 끌어들인 뒤 런던을 구해낸다.

### 다른 에피소드와의 연관성
닐 게이먼에 따르면 본 작품에 등장한 사이버맨은 시즌 2 마지막편에서 등장했던 사이버스 인더스트리 사이버맨 (평행세계의 사이버맨)으로, 에피소드 막바지에서 닥터에 의해 '시공간 속으로 빨려들어갔다'가 결국에는 몬다스 사이버맨과 재회했다는 설정이다. 이를 통해 시작된 '기술 공유와 교환'은 수많은 변종의 사이버맨을 탄생시켰고, 시즌 7의 "Nightmare in Silver" 편에 등장하게 된다.

## 제작

### 각본

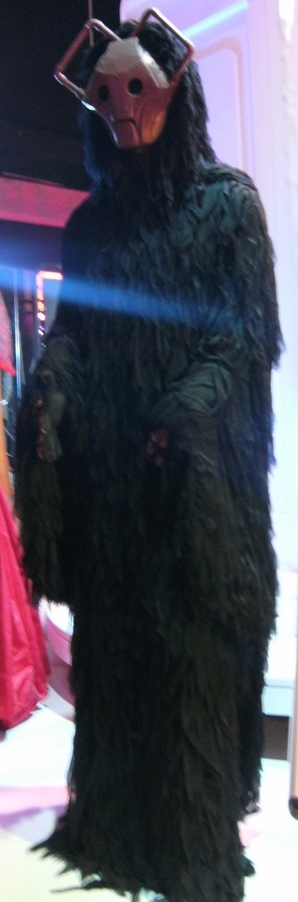
닥터 후 익스피리언스 박람회장에 전시된 사이버셰이드 복장

각본을 맡은 러셀 T 데이비스는 자신의 저서 <Doctor Who: The Writer's Tale>에서 발췌한 내용을 통해 사전 홍보를 진행했는데, 여기서 자신이 닥터라고 주장하는 남자를 닥터가 만나는 이야기가 진행될 것이며, 그 남자는 데이비드 모리시가 연기할 것이라고 처음으로 밝혔다. 추가로 러셀은 "이 에피소드에 붙여질 최고의 제목은 The Two Doctors (두 명의 닥터)... 그러나 아닐 수도 있다. The New Doctor (새 닥터)일수도? 아니면 The Next Doctor (다음 닥터)? 개인적으로는 맨 마지막의 것이 썩 마음에 든다"라고 밝혔다. 책에는 이전 두 시즌의 특집으로 이어지는 그 전 화의 마지막 씬을 담은 사진도 함께 실렸으며, 이후 시즌4 박스셋에도 삽입되었다.
지난해 크리스마스 스페셜 "Voyage of the Damned"에서 유명 가수 카일리 미노그가 일회성 동행자 애스트리드 페스로 출연한 것이 폭발적인 반응을 얻자, 러셀 T 데이비스는 처음에 이번 특집에서도 또다른 유명 스타를 게스트로 출연시키려는 유혹에 빠졌다면서 예를 들면 "힌덴부르크호에 탑승한 셰릴 콜" 하는 식이 아니겠냐는 농담을 던졌다. 그러나 결국에는 이전 스페셜을 반복하는 것에 불과하기에 그러지 않기로 결정했다.
한 어린이로부터 1851년 런던의 거대한 로봇이 "역사책에 기록되지 않은 이유"가 뭐냐는 질문들 받자, 러셀과 줄리 가드너는 "2006년에 우주선이 빅벤에 부딪히지 않았기 때문 (시즌 1 에피소드 "Aliens of London" 참고)"이라거나, "어쩌면 모두가 곧 탄생할 토치우드 같은 기관에 조정되었기 때문"이라는 등 닥터 후 세계관 속 영국의 대체역사에는 여러가지 가능성이 있다는 의미에서 농담 섞인 답변을 던졌다. 이와 관련해 스티븐 모팻이 맡은 시즌 5 에피소드 "Flesh and Stone"에서는 사이버킹이 날뛰던 일을 회상하며, 역사가 기록하지 못한 시공간의 균열로 인해 본래 시간대가 기록되지 않은 원인으로 작용했다는 설정이 소개된다.
러셀은 에피소드 마지막 장면에서 닥터가 달렉의 차원금고를 이용해 사이버킹을 날려버리는 결말과 관련해 작가의 입장에서 만족할 수 없었으나, 각본 집필 과정에서 런던을 부수고 다니는 거대 로봇을 막을 다른 방법이 통 떠오르지 않았다고 털어놓았다. 나중에 에피소드가 제작된 이후에야 또다른 아이디어를 생각해 냈다고 한다. 이때 구체화된 또다른 결말에 따르면, 하티건 양은 "비명을 지르자 사이버맨이 파괴되었어야 했는데..." 실은 그대로 조종석에 앉아 있었으며, 사이버킹이 지면으로 쓰러지자 닥터가 하티건 양에게 "사람들을 구해줘"라고 말하라고 시키는 것이었다. 이 결말대로라면 "바보같은 달렉 연속체 차원 금고" (러셀의 표현)를 애써 등장시키지 않아도 하티건 양 스스로 사이버킹을 무력화시키고 본인의 모습으로 되돌아가게 되는 셈이다. 프로듀서 줄리 가드너는 러셀이 나중에 생각해낸 결말이 훨씬 더 낫고 "놀라운" 결말이 되리라고 느꼈다고 밝혔다. 러셀 역시 "우리가 실제로 선보인 것보다 더 나은 엔딩이 있을 수 있다는 것을 참을 수 없다"고 아쉬워했다.
한편 러셀은 BBC 북스 소설판 집필도 생각해 뒀다고 밝혔다. 여기서 닥터는 잭슨을 다른 행성으로 데려간 뒤, 그곳에 있던 잭슨 호숫가를 무대로 짤막하게 등장시킨다고 한다. 마지막 결말은 잭슨이 닥터에게 크리스마스 저녁식사나 함께 하자고 권하지만 닥터가 "안돼 안돼 안돼요"라고 거절하는 장면이라고 밝혔다.
러셀은 잭슨 레이크의 동행자 로지타는 로즈와 마사를 합친 것처럼 가정하여, 아무런 행동도 하지 않고 딱 보기만 해도 동행자라는 것을 알아차리게 만들고자 했다고 밝혔다.

### 로케이션 촬영
촬영작업은 2008년 4월 웨일스 뉴포트의 글로스터 대성당과 세인트울로스 공동묘지에서 진행되었으나 천 명 남짓한 구경꾼이 모여드는 바람에 촬영에 방해가 되었다. 드라마 토치우드의 주요 세트장인 토치우드 본부도 재설계되어, 작중 아이들이 일하는 작업장으로 꾸며져 촬영에 사용되었다.

### 캐스팅
데이비드 모리시는 이번 에피소드에 특별 출연한 주연으로서 "닥터라 불리는 등장인물 - 본인이 타임로드라고 믿는 남자"를 연기하게 되었다. 모리시는 윌리엄 하트넬, 패트릭 트라우턴, 톰 베이커 등 이전 닥터를 맡은 배우들의의 연기에 영향을 받았다고 밝혔다. 이분들이 "닥터후를 뻔한 드라마나 어린이용 드라마로 본 적이 없기 때문에", 그분들의 연기에 "진정성"이 있다고 믿었기 때문이라고 밝혔다. 모리시가 맡은 '닥터'의 '동행자', 로지타 역에는 벨릴 샤발랄라가 출연하였다. 러셀 T 데이비스는 로지타가 "두 닥터를 합친 것보다 더 영리할지도 모른다"고 소개했다. 샤발랄라는 본인이 맡게 된 '거침없는 코크니 여자' 연기가 고향 동네와 비슷한 정서라는 이유에서 캐릭터가 자연스럽게 나올 수 있었다는 소감을 밝혔다.
에피소드 팟캐스트 해설에서 러셀이 '여러분이 마주할 수 있는 가장 어두운 악당'이라 소개한 머시 하티건 역에는 더블라 커완이 캐스팅됐다. 하티건의 성격이나 특징은 작중에서는 언급된 바가 많지 않았지만, 러셀은 동료 총괄프로듀서 줄리 가드너와 함께 배우 더블라 커완을 만나 이러이러한 성격일 것이라고 길게 논의했다고 밝혔다. 러셀은 하티건 양을 '학대 피해자'로 소개하며, 빅토리아 시대의 일원이었음을 드러내는 끔찍한 뒷이야기가 숨어 있다고 말했다. "평생 노예 상태에 있거나 훨씬 더 사정이 좋지 않은, 힘없는 여성"이라고 설명하면서도 정확한 직업은 말하지 않고 "여기 아이들도 앉아서 듣고 보고 있기 때문에 이렇게 조심스럽게 말할 수 밖에 없고 또 여기까지만 말하도록 하겠다"고 말했다. 다만 "본인 스스로 끔찍한 일을 당하게 만들었다"면서 "모든 것을 성적으로 표현하는 정말이지 뒤틀린 성격"을 불러왔다고 말했다. 의상에 관해서는 "모든 것이 그녀에게 상처가 되기 때문에 붉은색 옷을 입는 것"이라면서, 끝내는 "사이버킹이 되고 남자가 된다. 너무 상처받았기 때문에 이런 특이한 과정을 거치게 된 것"이라고 설명했다. 배우를 맡은 커완은 2019년 빅 피니시 프로덕션에서 제작한 닥터후 스핀오프 드라마 클래스의 오디오드라마에서 캐서린 켈리를 대신해 퀼 양의 성우를 맡았다.

### 디자인
사이버맨의 변종으로 등장하는 사이버셰이드의 디자인은 처음에는 밀레니엄 FX (Millennium FX)의 닐 고튼이 맡았다. 기존의 사이버맨 디자인에 리벳과 구리마감재를 추가한 것으로, 비용 면에서는 효율적이지만 작가 러셀 T 데이비스는 올바른 접근 방식이라 생각하지 않았다고 한다. 이후 러셀이 직접 새로운 디자인을 스케치하였다. "사이버맨의 조잡한 버전이다. 모든 각도가 고르지 않고 트레이드마크인 핸들바가 비뚤어진 각도로 설정되어 있으며, 흘러내리는 검은 로브로 몸체를 가렸다"고 설명한다. 고튼은 데이비드의 스케치를 참고해 사이버셰이드의 연기 배우가 머리에 쓸 유리섬유 마스크를 제작했다. 여기에 의상디자이너 루이즈 페이지가 사이버셰이드 의상을 만들기 위해 "움직임에 제약이 생기지 않을 만큼의 가벼운" 로브를 제작했다. 사이버리더를 위한 새로운 머리 디자인도 도입되었는데, 검은색 얼굴과 손잡이를 지녔으며 2006년 시즌 2 "The Age of Steel"에서 등장한 사이버 컨트롤러처럼 뇌를 노출하고 있는 것이 특징이다.
줄리 가드너는 하티건 양이 쓰는 사이버킹 왕관에 대한 불만이 많았다고 밝혔다. 원래 왕관은 토치우드에서 등장하는 사이버우먼의 머리와 비슷했다. 이는 곧 "더블라 커완이 사이버맨 머리를 쓰고 나온 모습", "파티에 사이버맨 모습으로 나가기로 결정한 더블라 커완"이란 식으로 묘사됐는데 이에 대한 러셀의 반응은 "아이고 세상에, 안돼"였다고 한다. 결국 제작팀이 다시 열심히 작업하여, 불과 이틀 만에 헤드피스를 제작해냈다고 한다. 데이비스는 후자의 것이 "빅토리아풍이고 디자인에 잘 맞기 때문에 아름답다"고 평했다. 헤드피스와 함께 더블라는 검은색 콘택트렌즈를 착용한 채 촬영에 들어갔고, CG를 맡은 더 밀 (The Mill)은 포스트프로덕션 단계에서 더블라의 눈에 남은 흰자 흔적을 제거하는 작업을 벌였다.

## 방송
영국 첫 방영 당시 임시 시청률 집계에 따르면 총 1,171만 명의 시청자를 끌어모았으며, 최고 시청자수는 1,258만 명, 당일 오후 6시 방송프로그램 가운데 50.5%의 기록적인 시청률을 보였다. 이는 2008년 크리스마스날 방영된 프로그램 가운데 특선 방영된 월리스와 그로밋의 <빵과 죽음의 문제>에 이어 두번째로 많이 본 프로그램이었다. 최종 시청자수는 1,310만 명으로 기록됐다.
시청지수는 86점으로 우수 등급에 해당되며, 그해 크리스마스날 방영된 주류 채널의 프로그램 가운데 두번째로 높은 점수를 기록했다. 1위는 88점을 받은 <월리스와 그로밋 - 빵과 죽음의 문제>였다.
호주에서는 2009년 1월 25일 오후 7시 30분부터 ABC에서 방영되었다. 캐나다에서는 원래 닥터후를 편성하던 CBC를 대신해 2009년 3월 14일 스페이스 채널에서 방영되었다. 미국에서는 2009년 6월 27일 BBC 아메리카를 통해 스페셜이 방영됐다. 한편 한국 KBS에서는 시즌 4 방영 이전이어서 동시간대에 편성되지 않았으며, 영국에서 이 에피소드가 방영된 직후인 2008년 12월 27일에는 2007년 크리스마스 특집인 "Voyage of the Damned" (저주받은 자들의 항해)가 방영되던 시점이었다. 이후 시즌 4 이후의 스페셜을 '닥터 후 스페셜'로 묶어 편성하면서, 첫방송으로부터 2년 만인 2011년 2월 27일에 방영되었다.
본 작품은 HD로 제작된 에피소드는 아니었지만, BBC는 2010년 12월 30일 목요일 BBC One HD 채널에 이 에피소드를 편성하였다. 이 과정에서 화질을 HD로 업스케일링하고 돌비 서라운드 사운드로 바꿨다. 그 결과로 업스케일링이 이뤄진 역대 세번째 닥터 후 에피소드로 기록됐다.
2010년 4월에는 "Planet of the Dead" 편과 함께 휴고상 단편 최고드라마부문상 후보로 올랐으나 본 수상은 "The Waters of Mars"에 돌아갔다. 제7회 특수효과협회상에서도 방송 미니시리즈, 영화, 특집부문 시각효과상 후보로 올랐으나 수상에는 실패했다.

## DVD와 블루레이
2009년 1월 19일 영국에서 DVD가 발매되었다. 기존의 방송본을 대체하여 시네마틱 포맷으로 새롭게 제작되었으며 엔딩크레딧도 전부 실린 것이 특징이다.  CD에는 본편 외에도 닥터 후 컨피덴셜 (제작비화 다큐), 음악행사 닥터 후 프롬과 미니에피소드 "Music of the Spheres"가 함께 실렸다. 2010년 1월 11일에는 'The Complete Specials' (완전 특집판)이란 이름으로 2008년~2010년 스페셜 에피소드를 전부 실어 재발매되었다.
2015년 10월 19일에는 <Doctor Who - The 10 Christmas Specials> (닥터 후 - 크리스마스 특집 10편)이란 제목의 DVD 박스셋이 새로 출시되어 실렸다. 여기에는 2005년 "The Christmas Invasion"부터 2014년 "Last Christmas"에 이르기까지 역대 방영된 크리스마스 특집 10편이 실렸다.
블루레이판의 경우 "The Next Doctor"는 HD로 제작된 에피소드는 아니었으나, DTS HD 5.1 오디오, 블루레이급 화질로 업스케일링되어 <Doctor Who: The Complete Specials>이란 제목으로 2008년~2010년 스페셜을 모두 담은 블루레이 특집 박스셋으로 출시됐다.

## 사운드 트랙
머리 골드가 작곡한 OST는 2010년 10월 4일 실바 스크린 레코드 (Silva Screen Records)를 통해 발매된 스페셜 사운드트랙 앨범에 수록되었다.